# Thorntown
Thorntown – miasto w Stanach Zjednoczonych, w stanie Indiana, w hrabstwie Boone.